# مولاي عبد القادر (مولاي عبد القادر)
مولاي عبد القادر هي إحدى مشيخات المملكة المغربية، تتبع جغرافيا لإقليم سيدي قاسم وإداريًا لمولاي عبد القادر. يقدر عدد سكانها بـ 4441 نسمة حسب الإحصاء الرسمي للسكان والسكنى لسنة 2004.